# Golden (canción de Huntr/x)
«Golden», titulada en su versión en español como «Dorada», es una canción del grupo femenino ficticio Huntr/x e interpretada por la cantante surcoreana Ejae y las cantantes estadounidenses Audrey Nuna y Rei Ami, como parte de la película de fantasía musical animada KPop Demon Hunters estrenada en 2025. Fue lanzada el 4 de julio de 2025 como segundo sencillo de la banda sonora, a través de Republic Records.
El tema recibió críticas positivas de los críticos más que todo por su letra y su pegadiza composición. Por el enorme éxito de la banda sonora, logró alcanzar el número uno en la lista Billboard Global 200, siendo esta la primera vez que un grupo ficticio llegara a dicha posición. También, alcanzó los primeros puestos en Malasia y Taiwán, Australia, Austria, Canadá, Alemania, Nueva Zelanda, Filipinas, Singapur y Estados Unidos.

## Antecedentes y lanzamiento
La película Las guerreras K-pop se estrenó en Netflix el 20 de junio de 2025. Sigue a las chicas de Huntr/x, conformadas por las integrantes Rumi, Mira y Zoey, cuyas voces son interpretadas por Ejae, Audrey Nuna y Rei Ami, respectivamente en los momentos musicales El álbum de la banda sonora se lanzó el mismo día, con «Golden» como la cuarta canción.
Tras la notoriedad que estaba recibiendo en redes, Republic Records la lanzó oficialmente como sencillo el 4 de julio de 2025, junto con una versión instrumental y a capela. También se anunció que «Golden» se presentaría para la consideración de premios. Billboard señaló que «tras la explosión de streaming de la banda sonora en su segunda semana, Republic se apresuró en tener un impacto "dorado" en el top 40 de las estaciones de radio el 8 de julio de 2025». El presidente de Republic Records, Jim Roppo, declaró que también estaban en conversaciones sobre «posibles remixes» de la canción, con la participación de algunos DJ y remezcladores de primera. El 25 de julio se público un remix oficial junto a David Guetta.

## Letras y composición
En la película, se presenta la «Golden Honmoon», una barrera mística que utilizan las protagonistas para proteger al mundo de los demonios. El productor ejecutivo del álbum, Ian Eisendrath, describió «Golden» como una canción de "I Wish" para el esqueleto principal de la composición, porque trata de explora el propósito de cada personaje al mismo tiempo que se detiene en los pensamientos internos de Rumi, lo que resulta en el cambio de un «pop inspiracional» a un género un poco más oscuro.
Explicó que originalmente tenían «cinco o seis canciones escritas para ese espacio», pero siguieron desarrollándolas hasta que encontraron la melodía adecuada. «Los directores son clientes exigentes, en el mejor sentido de la palabra, y tenían una visión clara de lo que esto debía ser».
Tras el estreno de la película, su director Chris Appelhans comentó que «Golden» estaba siguiendo «los estándares de un musical tradicional» mientras que se transforma «en una canción pop legítimamente genial», y señaló que «una buena canción pop también cuenta una historia».
En una entrevista Ask Me Anything de Reddit, Appelhans comentó además que canciones como «Juicy» de Biggie y «Forever» de Drake, Kanye West, Lil Wayne y Eminem sirvieron de inspiración, ya que estas «ayudaron a entender cómo una canción pop podría ser una biografía sobre comenzar como un don nadie y encontrarse a uno mismo».

## Recepción crítica
Debashree Dutta, de Rolling Stone India, describió la canción como "un electropop contagioso", resaltando la manera en que se enfoca en la finalidad de los personajes "a la vez que manifiesta los pensamientos de Rumi y la complejidad de su papel". Temáticamente, «Golden» retrata su crecimiento como guardianes de la humanidad". De forma parecida, Angela García de SLUG Magazine indicó que tanto «Golden» como «Your Idol», poseen "melodías contagiosas". Sarah Carey, de That Hashtag Show, la describió como una canción apasionadamente emotiva que los oyentes "reproducen cuando necesitan recordarse quiénes son".

## Rendimiento comercial
«Golden» logró un éxito comercial individual en todo el mundo. Alcanzó el número uno tanto en el Billboard Global 200 como en el Billboard Global Excl U.S.durante la semana del 19 de julio de 2025.

### Norteamérica
Según Billboard, «Golden» obtuvo siete millones de reproducciones en Estados Unidos del 27 al 30 de junio, un aumento del 272% respecto del mismo período de la semana anterior. En la primera semana de julio de 2025, la canción debutó en el número 81 en el Billboard Hot 100 y en el número 63 en el Hot 100 de Canadá . Dos semanas después, en la semana del 19 de julio de 2025, entró en el top ten de ambas listas, subiendo al número seis en los EE. UU. y al número siete en Canadá. Para la semana del 16 de agosto rozó el número dos en Canadá y consiguió el número uno en Estados Unidos. Billboard resaltó este hito en múltiples categorías; Huntr/x es el primer grupo femenino desde Destiny's Child con «Bootylicious» en 2001 que llegan al número uno, son el primer grupo ficticio en alcanzar el número uno desde «We Don't Talk About Bruno» y «Golden» se une a la lista de las nueves canciones asociadas al K-pop que consiguen dicha marca, siendo esta vez, la primera vez que lo consigue un trío de mujeres. Vultures remarca que este logro solo lo habían conseguido canciones de BTS y miembros del mismo en solitario.
El 3 de julio de 2025, la canción alcanzó el número dos en la lista diaria de Spotify de Estados Unidos, y la BBC destacó cómo "superó a Blackpink como el grupo femenino de K-pop con la posición más alta en las listas". Cinco días después, el 8 de julio, Huntr/x hacía historia y se convirtiera en el primer grupo femenino de K-pop en tener una canción en el número uno.
La canción debutó en el número 7 en la lista de Streaming Songs, este hito hizo que Huntr/x fuera el primer grupo ficticio en llegar al top 10 en los 12 años de historia del recuento y es la primera canción de una película animada en llegar al top 10 desde que la banda sonora de Encanto (2021) estaban en la lista.

### Asia
En Asia, «Golden» alcanzó el puesto número uno en Malasia, y el número dos en Singapur. En Filipinas, se ubicó en el número tres.
En Corea del Sur, llegó a liderar el Circle Digital Chart y la lista semanal del Global K-pop Chart, ambas publicadas por Circle Chart. La canción también se convirtió en la tercera en lograr un "perfect all-kill" (cuando una canción alcanza el número uno en tiempo real, diario y semanal de manera simultánea) en 2025.

### Europa
En Alemania, «Golden» debutó en el puesto 27 de la lista Top 100 Singles de GfK. La semana siguiente, entró se posicionó en el puesto número nueve.  En Irlanda, alcanzó el puesto número 24 en la lista de sencillos irlandeses .  También apareció en la lista de la IFPI en Noruega, alcanzando el puesto número 19.
En el Reino Unido, la canción alcanzó el número uno en la lista de sencillos del Reino Unido, convirtiéndose en la segunda canción de K-pop en la historia en lograr esta hazaña después de «Gangnam Style» de Psy. Además, alcanzó el puesto número siete en Sverigetopplistan de Suecia y el puesto número 16 en el Single Top 100 de los Países Bajos.

### Oceanía
En Australia, «Golden» debutó en el Top 50 Singles de la Asociación de la Industria Discográfica Australiana (ARIA), entrando en el puesto número ocho. La canción también debutó en el número cinco en el Top 40 Singles de Nueva Zelanda, ascendiendo luego al número uno en ambas listas.

## Lista de canciones
- Digital y streaming[42]

1. «Golden» – 3:14
2. «Golden» (instrumental) – 3:12
3. «Golden» (a capela) – 3:12

- Sencillo de 7"[43]

1. «Golden» – 3:14
2. «Golden» (instrumental) – 3:12

## Posicionamiento en listas
| Lista (2025)                       | Mejor posición |
| ---------------------------------- | -------------- |
| Corea del Sur (Circle)             | 1              |
| España (Promusicae)                | 60             |
| Estados Unidos (Billboard Hot 100) | 1              |
| Singapur (RIAS)                    | 1              |

## Historial de lanzamientos
| Región         | Fecha                   | Formato                | Etiqueta | Ref.   |
| -------------- | ----------------------- | ---------------------- | -------- | ------ |
| Varios         | 4 de julio de 2025      | Digital streaming      | Republic | [ 42 ] |
| Estados Unidos | 8 de julio de 2025      | Contemporary hit radio | Republic | [ 47 ] |
| Italia         | 24 de julio de 2025     | Radio Airplay          | Island   | [ 48 ] |
| Varios         | 21 de noviembre de 2025 | Sencillo de 7"         | Republic | [ 43 ] |